# Liste des maires de Nanterre
La liste des maires de Nanterre présente la liste des maires de la commune française de Nanterre, située dans le département des Hauts-de-Seine en région Île-de-France.

## L'Hôtel de ville
L'hôtel de ville actuel, achevé en 1973 et de style moderne, a été construit sur les plans des architectes Yves Bedon et Jean Darras.

L'Hôtel de ville.
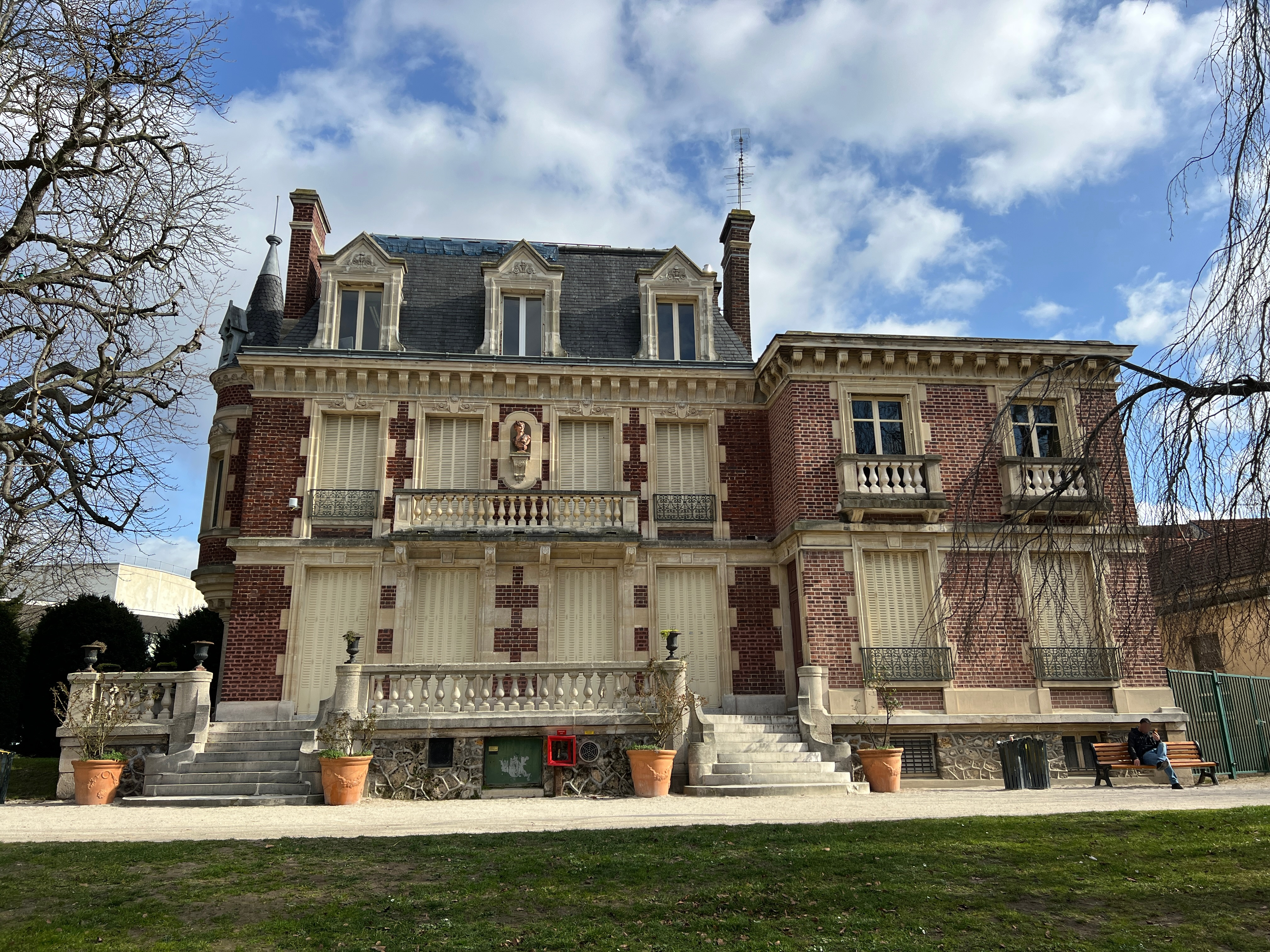
La « Villa des Tourelles », ancienne mairie de 1923 à 1973.
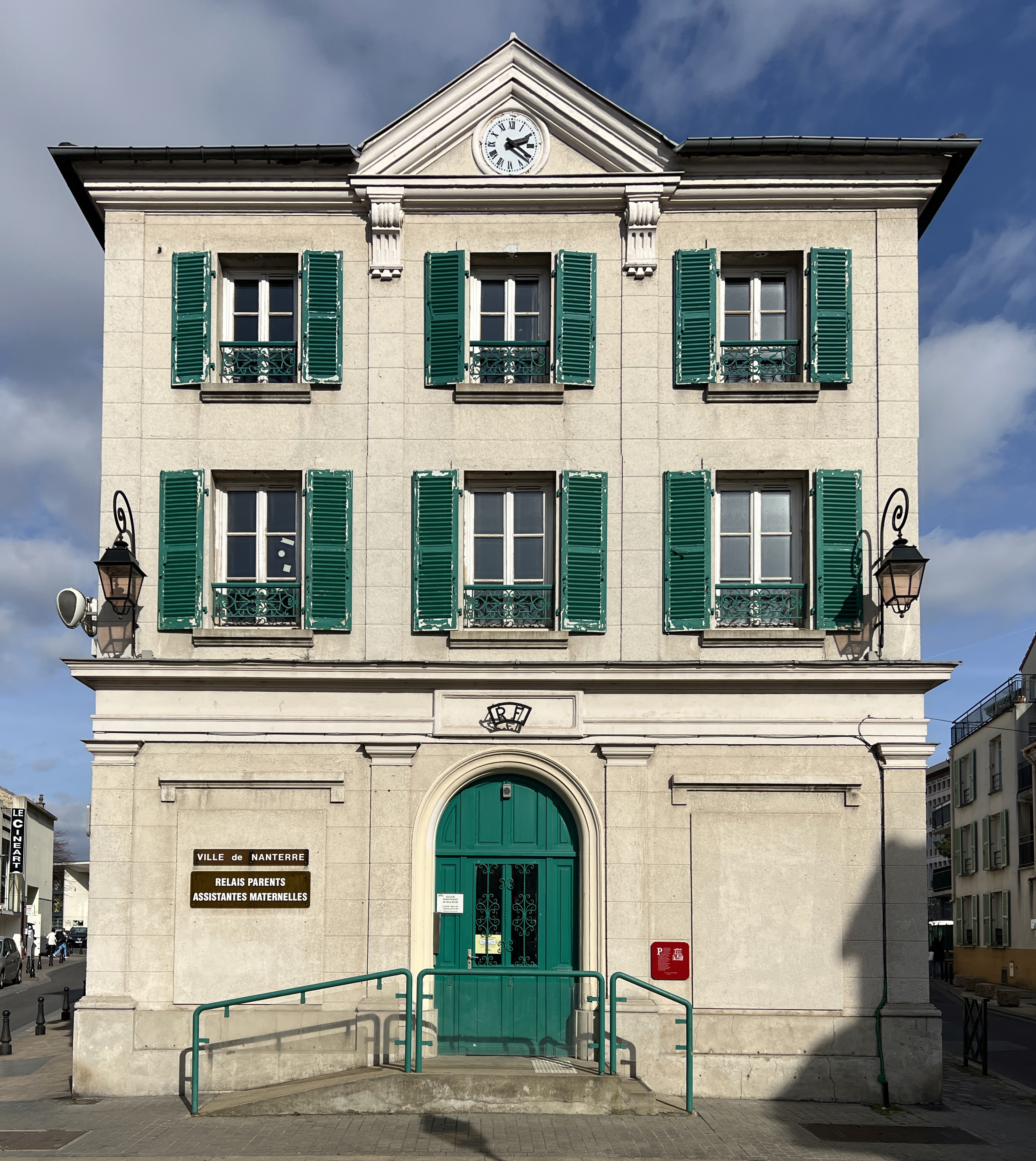
L'ancienne mairie avant 1923.

## Liste des maires

### De la Révolution à l'Occupation
| Période                                  | Période         | Identité                                      | Étiquette          | Qualité |
| ---------------------------------------- | --------------- | --------------------------------------------- | ------------------ | --- |
| 7 février 1790                           | 1793            | Jérôme Barot                                  |                    | Vigneron |
| 1793                                     | 1806            | Jean-Claude Gillet                            |                    | Aubergiste et cabaretier |
| Les données manquantes sont à compléter. |                 |                                               |                    | |
| 20 décembre 1815                         | 9 février 1816  | Alexandre Joseph Misseur                      |                    | Maire provisoire |
| 9 février 1816                           | 12 octobre 1817 | Jean-Baptiste Pirault des Chaumes (1767-1838) |                    | Professeur de droit civil à l'Académie de législation puis avocat |
| 1817                                     | 1830            | Jean-Baptiste Sanné                           |                    | Démissionnaire |
| 1830                                     | 1832            | Étienne-Théodore Bordet                       |                    | Propriétaire Démissionnaire |
| 1832                                     | 1839            | Jean-Baptiste Sanson de Pongerville           |                    | Homme de lettres Membre de l’Académie Française (1830 → 1870) Conseiller général de Courbevoie (1860 → ? ) Démissionnaire                                                    |
| 1839                                     | 1854            | Charles-Maurice Delahaye (1799-1854)          |                    | Marchand charcutier-forain |
| 1854                                     | 1855            | M. Thomas                                     |                    | Maire par intérim |
| 1855                                     | 1863            | Jean-Étienne Bezet (1787-1867)                |                    | Capitaine en retraite |
| 1863                                     | 14 février 1864 | Jules Athanase Dulong                         |                    | Commerçant Décédé en fonction |
| 1864                                     | 1870            | Michel Isidore Carthery (1800-1876)           |                    | Marchand charcutier-forain |
| 1870                                     | 1876            | Paul-François Morin                           | Républicain modéré | Industriel Député de la Seine (1871 → 1876) Sénateur de la Seine (1875 → 1879)                                                                                               |
| 1876                                     | 1880            | Joseph Terneau (1829-1895)                    |                    | Rentier Démissionnaire |
| 1881                                     | 1890            | Achille Hennape (1845-1901)                   | Républicain        | Négociant en draps Démissionnaire |
| 1890                                     | mai 1892        | Amédée Pascal (1842-1892)                     |                    | Exploitant de carrière Décédé en fonction |
| mai 1892                                 | mai 1896        | Georges Bizot                                 |                    | |
| mai 1896                                 | 19 mai 1900     | Achille Hennape (1845-1901)                   | Républicain        | Négociant en draps |
| 19 mai 1900                              | mai 1908        | Jules Gautier                                 |                    | Notaire honoraire |
| mai 1908                                 | mai 1912        | Louis Chardon (1836-1915)                     |                    | Retraité de la CF de l'Ouest |
| mai 1912                                 | décembre 1919   | Jules Durand (1854-1922)                      |                    | Directeur de compagnie d'assurance |
| décembre 1919                            | 19 mai 1935     | Fernand Croy (1872-1938)                      | Droite             | Industriel |
| 19 mai 1935                              | 5 octobre 1939  | Raymond Barbet                                | PC-SFIC            | Ouvrier ajusteur Conseiller général de la Seine (1937 → 1940) Conseil municipal suspendu par le gouvernement Daladier à la suite de la signature du Pacte germano-soviétique |
| 5 octobre 1939                           | juillet 1940    | Jean Houlard (1893-1980)                      | SFIO               | Comptable Nommé président de la délégation spéciale par le gouvernement Daladier Démissionnaire                                                                              |
| Les données manquantes sont à compléter. |                 |                                               |                    | |

### Depuis la Libération de la France
Depuis la Libération de la France, cinq maires se sont succédé à la tête de la commune.
| Période         | Période                       | Identité                   | Étiquette                        | Qualité |
| --------------- | ----------------------------- | -------------------------- | -------------------------------- | --- |
| 22 août 1944    | 25 octobre 1948               | Raymond Barbet             | PCF                              | Cheminot Conseiller général de la Seine (1945 → 1967) Révoqué par le ministre de l'Intérieur Jules Moch |
|                 |                               |                            |                                  | |
| 28 mai 1950     | 14 mai 1973                   | Raymond Barbet             | PCF                              | Cheminot, maire honoraire (1973) Député de la Seine (33e circ.) (1962 → 1967) Député des Hauts-de-Seine (7e circ.) (1967 → 1977) Conseiller général de la Seine (1945 → 1967) Vice-président du conseil général Démissionnaire                                                            |
| 14 mai 1973     | 26 mai 1988                   | Yves Saudmont,             | PCF                              | Ouvrier ajusteur Conseiller général de Nanterre-Sud (1979 → 1985) Conseiller général de Nanterre-Sud-Ouest (1985 → 1992) Démissionnaire |
| 26 mai 1988     | 14 octobre 2004               | Jacqueline Fraysse-Cazalis | PCF                              | Cardiologue Sénatrice des Hauts-de-Seine (1986 → 1997) Députée des Hauts-de-Seine (4e circ.) (1997 → 2017) Conseillère générale de Nanterre-Nord (1976 → 1982) Démissionnaire |
| 14 octobre 2004 | octobre 2023                  | Patrick Jarry              | PCF - FASE puis GC - FG puis DVG | Ingénieur des Ponts et Chaussées Conseiller général de Nanterre-Nord (2008 → 2015) Conseiller départemental de Nanterre-1 (2015 →) Président de Paris Métropole (2015 → 2016) Vice-président de l'EPT Paris Ouest La Défense (2016 →) Président de l'EPADESA (2013 → 2017) Démissionnaire |
| octobre 2023    | En cours (au 20 octobre 2020) | Raphaël Adam               | DVG                              | |

## Conseil municipal actuel
Les 53 sièges composant le conseil municipal ont été pourvus le 15 mars 2020 lors du premier tour de scrutin. Au 20 octobre 2023, il est réparti comme suit : 